# ناز الماس
ناز الماس (انگلیسی: Naz Elmas؛ زادهٔ ۱۶ ژوئن ۱۹۸۳) بازیگر اهل ترکیه است.